# Fercal

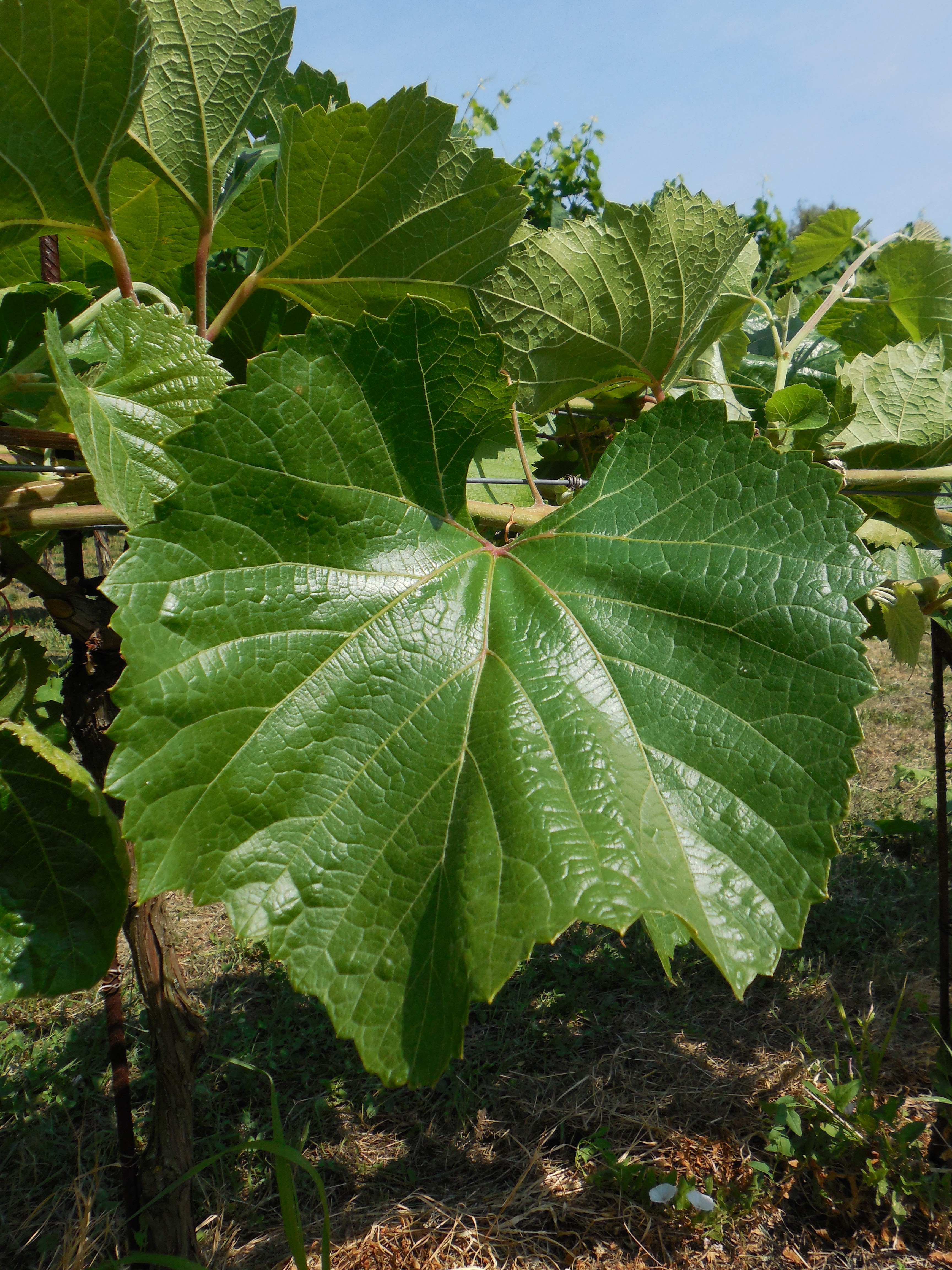
Image de Fercal en milieu cultivé

Le fercal est une variété de vigne créée pour ses qualités de porte-greffe.

## Origines
Le Fercal a été créé par Roger Pouget, ingénieur agronome, directeur de recherche honoraire de INRA et directeur de la station de recherches de viticulture de Bordeaux. Il fut inscrit au catalogue en 1958. Il est issu d'un croisement complexe à plusieurs niveaux entre les espèces Vitis vinifera (colombard et ugni blanc), Vitis berlandieri et Vitis longii. Les géniteurs ont été confirmés par des tests ADN.
Un seul clone a été agréé. Il porte le numéro d'homologation 242.

## Caractères ampélographiques
Le bourgeonnement est demi-ouvert, cotonneux à liseré rouge. Les jeunes feuilles sont aussi cotonneuses.
Le rameau est côtelé avec une section circulaire ou légèrement ovale et une surface velue. Le sarment aoûté est aussi velu.
Les feuilles adultes sont cunéiformes à réniformes, entières, avec un limbe involuté, un sinus pétiolaire en U ouvert et des dents courtes par rapport à leur largeur. 
Les fleurs sont sexe femelle. Les baies sont petites, arrondies, de couleur de l'épiderme est bleu-noir

## Aptitudes
Il est devenu un porte-greffe très utilisé grâce à sa tolérance exceptionnelle au calcaire. Il accepte des sols possédant plus de 40 % de calcaire actif et atteignant un indice de pouvoir chlorosant de 120.

Il supporte par ailleurs, plutôt bien la sécheresse, beaucoup moins l'humidité. Sa tolérance vis-à-vis des nématodes et sa faculté d'adaptation aux terrains pauvres sont aussi de grandes qualités.

En bémol à ces louanges, il est à réserver aux terrains peu fertiles. En situation trop favorable, il confère au greffon une vigueur incompatible avec une viticulture de qualité. Il a une capacité moyenne à absorber le magnésium et le greffon extériorise bien les symptômes de carence, surtout en cas d'excès d'amendement potassique.

## Sources